# Marele dirombicosidodecaedru
În geometrie marele dirombicosidodecaedru (sau marele disicosidisdodecaedru snub) este un poliedru uniform neconvex, indexat ca U75. Are 124 de fețe (40 de triunghiuri, 60 de pătrate și 24 de pentagrame), 240 de laturi și 60 de vârfuri. Având 124 de fețe este un hecatoicositetraedru neconvex. Un poliedru neconvex are fețe care se intersectează care nu reprezintă laturi sau fețe noi. Doar cele marcate cu sfere aurii sunt vârfuri, iar cele cu linii argintii sunt laturi.
Acesta este singurul poliedru uniform nedegenerat cu mai mult de șase fețe care se întâlnesc într-un vârf. Fiecare vârf are 4 pătrate care trec prin axa centrală a vârfurilor (și astfel prin centrul figurii), alternând cu două triunghiuri și două pentagrame. O altă caracteristică neobișnuită este că fețele apar toate în perechi coplanare.
De asemenea, acesta este singurul poliedru uniform care nu poate fi realizat prin construcția Wythoff dintr-un triunghi sferic. Are un simbol Wythoff special, | 3/2 5/3 3 5/2, legat de un patrulater sferic. Acest simbol sugerează că este un fel de poliedru snub, cu excepția faptului că, în loc ca fețele care nu sunt snub să fie înconjurate de triunghiuri snub, ca în majoritatea poliedrelor snub, ele sunt înconjurate de pătrate snub.
A fost supranumit „monstrul lui Miller” (după J. C. P. Miller, care împreună cu H. S. M. Coxeter și Michael S. Longuet-Higgins au enumerat poliedrele uniforme în 1954).

## Poliedre înrudite
Dacă definiția unui poliedru uniform este relaxată pentru a permite orice număr par de fețe adiacente unei laturi, atunci această definiție dă naștere unui alt poliedru: marele dirombidodecaedru disnub care are aceleași vârfuri și laturi, dar cu o altă aranjare a fețelor triunghiulare.
De asemenea, vârfurile și laturile sunt comune cu cele ale compușilor uniformi de 20 de octaedre sau 20 de tetrahemihexaedre. 180 din cele 240 de laturi sunt în comun cu cale ale marelui dodecicosidodecaedru snub.
| Anvelopa convexă                | Marele dodecicosidodecaedru snub | Marele dirombicosidodecaedru            |
| Marele dirombidodecaedru disnub | Compus de douăzeci de octaedre   | Compus de douăzeci de tetrahemihexaedre |

## Coordonate carteziene
Coordonatele carteziene ale vârfurilor marelui dirombicosidodecaedru sunt permutările pare ale
{\displaystyle \left(0,\pm {\frac {2}{\varphi }},\pm {\frac {2}{\sqrt {\varphi }}}\right),\left(\pm \left(-1+{\frac {1}{\sqrt {\varphi ^{3}}}}\right),\pm \left({\frac {1}{\varphi ^{2}}}-{\frac {1}{\sqrt {\varphi }}}\right),\pm \left({\frac {1}{\varphi }}+{\sqrt {\varphi }}\right)\right),}
{\displaystyle \left(\pm \left({\frac {-1}{\varphi }}+{\sqrt {\varphi }}\right),\pm \left(-1-{\frac {1}{\sqrt {\varphi ^{3}}}}\right),\pm \left({\frac {1}{\varphi ^{2}}}+{\frac {1}{\sqrt {\varphi }}}\right)\right),}
unde {\displaystyle \varphi ={\frac {1+{\sqrt {5}}}{2}}} este secțiunea de aur. Rezultă o lungime a laturilor de {\displaystyle 2{\sqrt {2}}.}

### Raza sferei circumscrise
Raza sferei circumscrise pentru lungimea laturii egală cu a este:
{\displaystyle R={\frac {\sqrt {2}}{2}}\,a\approx 0,707107\,a}

## Imagini
| Colorare tradițională | Colorare modulo 2 | Vedere din interior, colorată modulo 2 |